# Nessuno deve sapere
Nessuno deve sapere è una miniserie televisiva di co-produzione italo-tedesca, Rai e Taurus Film, trasmessa in Germania nel 1972 e Italia nel 1973. Girato nella provincia di Crotone, tra Isola Capo Rizzuto, Le Castella, Santa Severina e Scandale sul tema della ndrangheta, il suo controllo sulle opere pubbliche e l'inesorabile catena di assassinii e ritorsioni ad esso legate. Protagonista un ingegnere milanese in auto sportiva subito coinvolto nei tragici eventi. Da segnalare la ballata di Domenico Modugno Amara terra mia sigla conclusiva di ogni puntata.

## Puntate

### Prima puntata
Pietro Rusconi (Roger Fritz) è un giovane ingegnere milanese che giunge in Calabria per conto dello zio, titolare dell’impresa che sta realizzando i lavori di costruzione dell’autostrada Salerno - Reggio Calabria. Mentre si reca suoi luoghi di cantiere, l’autovettura a bordo della quale viaggia sbanda improvvisamente per lo scoppio di uno pneumatico, in realtà provocato - come si saprà più tardi - da un colpo di fucile. Nel tentativo di raggiungere il paese, Pietro ferma un’auto chiedendo un passaggio, ricevendone un brusco rifiuto. È costretto quindi a rivolgersi ad un camionista e, trasportato sul cassone, giunge nella piazza del paese dove prima viene colpito da una ragazza su un balcone, Maria Petrulli (Stefania Casini), poi nota la diffidenza con la quale tutti i presenti lo guardano. Sopraggiunge l’autista dell’auto al quale Pietro si era prima rivolto, nel vano tentativo di avere un passaggio, che minaccia Pietro, che chiede spiegazioni, con un coltello. Sul cantiere, Pietro incontra il ragionier Meneghini (Corrado Olmi), che per conto dell’impresa dello zio gestisce sul luogo i lavori. Questi gli presenta i fratelli Cosenza (Giuseppe Scarcella e Gianni Ottaviani), titolari di un’impresa di Castrovillari che mira ad ottenere il subappalto di un lotto dei lavori. Meneghini fa intendere a Pietro, tuttavia, che il subappalto deve essere affidato alla Sud Strade, un’impresa locale che garantisce meglio. A Pietro è presentato pure il geometra Mario Cuturi (Antonello Campodifiori). In albergo, Pietro incontra Maria e le chiede di uscire a colazione, ricevendo un cortese rifiuto motivato con le “usanze” del sud. Mentre Pietro e Cuturi discutono del progetto, un’esplosione distrugge l’auto dei fratelli Cosenza. Questi tuttavia confermano a Pietro di voler presentare l’offerta per il subappalto, nonostante capiscano la gravità dell’atto intimidatorio. Più tardi, in auto, Meneghini giustifica con Pietro l’accaduto, affermando che gli autori “difendono il loro lavoro” e gli lascia chiaramente intendere che intenzione dello zio è di affidare il subappalto alla Sud Strade. Pietro, poco disposto a credere alle affermazioni di Meneghini, telefona a Milano, dove il direttore dell’impresa gli conferma che lo zio ha dato disposizioni di affidare il subappalto alla Sud Strade. Pietro si incontra quindi sulla piazza con don Nico Crifodo (Renato Baldini), titolare della Sud Strade, uomo elegante e minaccioso, circondato da sgherri ed ossequiato dalla popolazione timorosa. Pietro incontra Maria, alla quale racconta il duro impatto con la realtà calabrese e la donna, quasi per scherzo, pronuncia la parola ‘ndrangheta, spiegando che quello è il termine usato per indicare in Calabria la mafia. I due si baciano. Tornata a casa, Maria riceve il geometra Cuturi, che manifesta alla donna la sua gelosia per le attenzioni di Pietro e tenta di rivelarle il suo interesse. Nel ricevimento che segue, Maria presenta Pietro al fratello e al resto della famiglia. Al termine, Pietro offre un passaggio a Mario e durante il tragitto investe un uomo a bordo di un motociclo. Mente Pietro tenta di soccorrerlo, l’uomo fugge. Di fronte alla meraviglia di Pietro, Mario intuisce che l’uomo nascondesse qualcosa. Nell'immediatezza, difatti, si vede in lontananza una grossa esplosione. Corsi al cantiere, i due trovano un automezzo distrutto ed un uomo privo di vita.

### Seconda puntata
L’attentato dinamitardo al cantiere ha distrutto un automezzo della Sud Strade e provocato la morte di un guardiano, Michele. Pietro, di ritorno dalla veglia funebre, trova la strada ostruita da un albero, ma un uomo incappucciato ordina che sia liberata e gli comunica il messaggio, proveniente da un anonimo, di stare tranquillo. Pietro, tornato sul luogo dell’attentato, chiede a Meneghini, che si mostra evasivo, di conoscere i nominativi di tutti quelli che si occupano della vigilanza sul cantiere. Il ragioniere afferma che essi non figurano nei registri di lavoro, ma è costretto suo malgrado a rivelargli il nome del guardiano di turno. Pietro si reca a casa del guardiano Picciché e, vincendo le resistenze della moglie, riesce ad introdursi all'interno, dove scopre che l’uomo è stato raggiunto da un colpo di arma da fuoco. Pietro raggiunge quindi il commissario (Mino Cundari) incaricato dell’indagine, che trova insieme ad un giornalista milanese (Carlo, Dario De Grassi), suo vecchio amico. I tre si recano di nuovo a casa di Picciché, che nel frattempo è scomparso. Mentre la moglie nega che il marito fosse a casa e il precedente incontro con Pietro, questi riesce a trovare le lenzuola insanguinate che provano il ferimento dell’uomo. I sospetti iniziano a concentrarsi sui fratelli Cosenza, estromessi dal subappalto a favore della Sud Strade. Il commissario dimostra di conoscere bene Nino Crifodo e rivela anzi che egli è latitante da otto anni. Per dimostrare che l’uomo gode della protezione di tutto l’ambiente e che per questo motivo è quasi impossibile arrestarlo, conduce Pietro ed il giornalista nottetempo a casa del boss, dove a riceverli è la moglie. Di Crifodo, evidentemente avvertito dell'arrivo dei tre, nessuna traccia. Uscendo, il padre di Maria, il direttore di banca Petrulli (Carlo Bagno) nega di aver presentato, il giorno precedente, Crifodo a Pietro. Il commissario ipotizza che i Cosenza abbiano chiesto protezione a qualche altra cosca per vendicarsi di Crifodo e collega alla loro iniziativa l’attentato al cantiere. Durante un controllo, Santino Cosenza fugge ma viene raggiunto ed arrestato. Pietro rimprovera aspramente Cuturi di aver negato, davanti al commissario, ogni collaborazione per individuare l’uomo che, la sera prima, era fuggito dopo essere stato investito dall'auto condotta dall'ingegnere. Cuturi reagisce e colpisce Pietro con un pugno, provocando una zuffa interrotta dall'intervento degli operai del cantiere.

### Terza puntata
Le indagini proseguono febbrili ma senza risultati, scontrandosi con l’omertà dell’ambiente. Il Sindaco, nel corso di un’assemblea, invita i concittadini a collaborare con la giustizia, senza convincerli. Cuturi, interrogato dal Commissario, continua nel suo atteggiamento reticente. Emerge tuttavia la sua ostilità per Crifodo. Nel tentativo di mettergli pressione, il Commissario arriva ad ipotizzare che Cuturi abbia istigato i fratelli Cosenza contro Crifodo. Pietro viene avvicinato da Petrulli, che tenta di giustificare l’atteggiamento reticente della mattina, quando aveva negato di avergli presentato Crifodo. Petrulli invita Pietro ad essere cauto. Recatosi in commissariato, Pietro ha un colloquio con il Sindaco, che arriva a rimproverare le imprese del nord di collusione con la mafia. Durante un controllo, Picciché viene trovato a bordo di un camion. Santino Cosenza, interrogato dal Commissario, nega qualsiasi coinvolgimento nell'attentato al cantiere. Il Commissario tenta inutilmente di indurre Picciché a parlare, ma l’uomo muore poco dopo. Cuturi rivela a Maria che il Commissario sospetta di lui, insinuando che Pietro possa in realtà influenzare le mosse della Polizia. Maria gli confessa i suoi sentimenti per Pietro e lo respinge. Intanto, il Commissario inizia a dubitare che i Cosenza possano essere gli autori dell’attentato al cantiere, ipotizzando che Crifodo non reagisca per paura di qualcuno più potente di lui. Nella notte, Pietro crede di essere inseguito in auto da Cuturi. Riesce a bloccare l’auto con una manovra, ma scopre che a seguirlo è Maria, che gli confessa di essere preoccupata per lui. Lasciandosi, Pietro le dice che all'indomani avrà un incontro con una “donna misteriosa”.

### Quarta puntata
La “donna misteriosa” è una vegliarda (zia Arcangela) che vive in un vecchio casolare di campagna. Narra a Pietro gli assassini del padre, del marito e dei figli e afferma di essere l’unica a poter parlare perché non teme di morire. Individua in Fioravanti Zappanà, di San Nilo, l’uomo investito da Pietro la notte dell’attentato al cantiere. Pietro riconosce l’uomo in una vecchia fotografia. La donna gli rivela che Zappanà è uomo di Santi Badalamessa, “padrone della vita e della morte”, il vecchio boss di cui Cripodo ha preso il posto. Badalamessa è tuttavia tornato e “non perdona”. Di ritorno in paese, Pietro è inseguito da due sgherri, che riesce a seminare fermandosi in una stazione di servizio, uscendo dal retro del bar in cui i due lo avevano raggiunto e impadronendosi delle chiavi della loro autovettura. Intanto in paese è giunta Daria (Gaia Germani), la fidanzata di Pietro, che viene invitata nell'attesa dell’arrivo dell’uomo a casa da Maria. Pietro si reca a San Nilo, sulle tracce di Zappanà, dove tutti affermano di non conoscerlo, tranne il collocatore comunale che gli indica l’abitazione a patto del più assoluto silenzio. Giunto a casa di Zappanà, la moglie fugge alla vista di Pietro che porta via con sé uno dei figli (Pietruccio), nel tentativo di costringere il padre a parlargli. Meneghini è condotto al cospetto di Crifodo che gli intima il pagamento di un anticipo sul corrispettivo dei lavori. Di fronte alle resistente del geometra, Crifodo lo minaccia. Meneghini si rivolge quindi a Petrulli, che tuttavia gli nega ogni aiuto. L’uomo, disperato, tenta di partire per Milano ma è dissuaso da un sinistro personaggio.

### Quinta puntata
Meneghini, disperato, cerca di racimolare il denaro chiestogli da Crifodi. Pietro conquista la fiducia del figlio di Zappanà. Maria, non avendo notizie di Pietro, è in ambasce. In un agguato, Crifodo rimane ucciso da tre sicari. Mario tenta di tranquillizzare Maria, che lo scongiura di rintracciare Pietro. Grazie alle informazioni del bambino, Pietro si mette sulle tracce di Zappanà. Intanto Mario, accompagnato da Daria, si imbatte nel cadavere di Crifodo. Pietro, credendo di incontrare Zappanà. è in realtà condotto al cospetto di don Sante Badalamessa, che assume la responsabilità dell’attentato dinamitardo al cantiere. Pietro lo sfida ma alla lunga non riesce e tenere il confronto con il boss. Il commissario mostra a Pietro, di ritorno in paese, una foto di Badalamessa, ma Pietro nega di averlo mai visto. Il boss è appena evaso dal cercare e il commissario conta, con l'aiuto di Pietro, di fermarlo. Intanto, al cantiere, è giunto lo zio di Pietro. Questi gli rinfaccia gli accordi con la mafia. Badalamessa, riconquistati tutti i vecchi scagnozzi, ordina di costringere Mario al silenzio.

### Sesta puntata
Mario riceve una lettera intimidatoria, mentre Pietro prosegue il confronto con lo zio, che tenta di convincerlo che scendere a patti con i boss sia l’unica strada e gli propone di trasferirsi negli Stati Uniti per seguire un altro appalto. Mario rivela a Maria di aver ricevuto la lettera minatoria con una richiesta di denaro. Pietro, tornato in albergo, trova Daria e le rivela la sua rabbia per i traffici dello zio. È inquieto, indeciso se accettare o meno l'invito e lasciare la Calabria. Petrulli si offre di aiutare Mario con un prestito, ma questi rifiuta. Durante il colloquio, ignoti tentano di piazzare una carica di tritolo nell'auto di Mario ma, sorpresi, fuggono. In albergo, Daria (contattata da Meneghini) convince Pietro a partire alla volta di New York. Pietro, prima di partire, si accomiata al telefono da Maria. Zappanà è arrestato al confine con la Svizzera e riportato in Calabria. Mario denuncia il ricatto e rivela che le azioni della Sud Strade, dopo la morte di Crifodo, sono state vendute a prezzo vile. Nel frattempo, l’ufficio di Mario salta in aria. Sempre più convinto che la denuncia sia l’unica strada percorribile. Mario rifiuta l’invito di Maria ad andare via. Mentre Pietruccio, il figlio di Zappanà, con i suoi amici mostra solidarietà a Mario, offrendosi di ripulire l’ufficio sconvolto dall'esplosione, giunge Badalamessa e minaccia Mario al cospetto di tutti. Il commissario organizza l’arresto di Badalamessa, grazie alla collaborazione di Mario, che ha indotto il boss a credere di essere passato dalla sua parte. Badalamessa percorre la via principale del paese, ricevendo il saluto e l’ossequio di tutti. Giunto all'ingresso della chiesa, Zia Arcangela (la vecchia che aveva incontrato Pietro dicendo di essere l’unica a poter parlare, e la cui famiglia era stata sterminata dal boss) uccide Badalamessa con due colpi di pistola. Mario, che aveva confidato nell'arresto del boss, grida: “Così non serve a niente”.

## Produzione e riprese
La produzione del nuovo “originale” fu annunciata da Angelo Romanò, direttore centrale dello spettacolo TV, nel corso del XXIV Cineconvegno MIFED. La notizia apparve sul Radiocorriere. Secondo il rotocalco, lo sceneggiato era di Lina Wertmuller, con protagonista Salvo Randone.
Già in precedenza, tuttavia, il Radiocorriere si era occupato della nuova produzione. In un articolo pubblicato a maggio dello stesso anno, infatti, si afferma che il nuovo telefilm era in lavorazione a Isola Capo Rizzuto. Durante i sopralluoghi, gli incaricati della produzione avevano individuato il paesino di Gerace per le riprese, ma trovarono dopo pochi giorni in albergo una misteriosa prenotazione di posti per l’aereo Reggio Calabria - Roma. Si trattava di un chiaro avvertimento mafioso, a segnalare che la loro presenza non era gradita. Ad Isola di Capo Rizzuto, invece, le cose filarono lisce e gli abitanti presero parte a varie riprese di massa. Il regista individuò fra la gente del luogo anche una dozzina di comparse. In una intervista, il regista Mario Landi affermò che era la prima volta che le macchina da presa della RAI uscivano per realizzare un racconto sulla mafia a diretto contatto con la gente che ne era direttamente interessata. La sceneggiatura del racconto era attribuita a Lina Wertmuller e Furio Colombo (che però non compaiono nei titoli). Il linguaggio da utilizzare, secondo il regista, fu il problema più difficile da risolvere. Alla fine si optò per una “sintassi non definita, anche se non troppo elementare”.

## Gli interpreti
Salvo Randone, l'attore di maggior spessore ingaggiato per dare volto a don Sante Badalamessa, fu definito per l'occasione "addirittura troppo bravo per risultare adeguatamente repellente".
Claudio Gora interpreta un cinico industriale milanese, lo zio di Pietro Rusconi, interpretato da Roger Fritz, "un noto attore tedesco da poco passato alla regia".
Una giovane e dolce Stefania Casini è nei panni di Maria, ragazza di provincia di cui Pietro si invaghisce provocando la gelosia di Mario.
Mico Cundari (che ebbe un ruolo anche in "Diario di un maestro" di Vittorio De Seta, altro sceneggiato di punta della RAI del 1973) è  il commissario di polizia, tenace e impotente. Da segnalare, infine, l'“attore” bambino, Giovanni Astorino, di dieci anni, ultimogenito di una numerosa famiglia di braccianti calabresi, reclutato sul posto e "rivelatosi in possesso di una sensibilità istintiva"

## Curiosità
- La prima puntata della serie si apre con i titoli di apertura che scorrono su scene girate dal vivo durante la processione della festa della Madonna del Condoleo[4] a Scandale (KR).
- Nel corso del terzo episodio, sul televisore in casa di Maria è trasmesso un brano ripreso da una puntata di "Rischiatutto", il famoso quiz condotto da Mike Bongiorno.
- L'autovettura sulla quale viaggia Pietro è una Maserati Indy di colore blu.
- Nel corso della quarta puntata, quando Pietro cerca di rintracciare Zappanà, le scene sono girate a Le Castella.
- Nel corso della quinta puntata, quanto Pietro porta il bambino a pranzo, le scene sono girate a Capo Colonna.
- Le scene finali sono girate a Santa Severina, di cui è possibile apprezzare il magnifico Castello Aragonese e l'ingresso della Cattedrale, sul sagrato della quale Badalamessa è colpito a morte.
- Dopo aver colpito a morte Nico Crifodo, i sicari gli mettono una foglia di fico d'india sul petto. Nell'iconografia della mafia locale tale simbolo è riservato a chi ha "usurpato"[2]
- Durante le riprese dell’attentato dinamitardo al cantiere, giunsero sul posto decine di Carabinieri che, sintonizzati sulla stessa frequenza dei walkie-talkie utilizzati dalla produzione, avevano localizzato il luogo delle esplosioni. Alcuni giorni prima era stato commesso un omicidio a Crotone e si aveva ragione di ritenere che il mandante si nascondesse nelle campagne di Isola Capo Rizzuto. Le forze dell’ordine pensarono si trattasse della vendetta per il delitto commesso in precedenza[2]